# Сагареджо
Сагареджо (груз. საგარეჯო) — город в Иорской долине Грузии, центр Сагареджинского муниципалитета.
Население — 10 871 жителей (2014).
Город расположен на южном склоне Гомборского хребта, в 58 км к востоку от Тбилиси. Координаты 41°44′ с. ш. 45°20′ в. д.. Город находится на выстоте 800 м над уровнем моря.
26 января 1961 года село Сагареджо получило статус посёлка городского типа. Статус города с 1962 года.